# Флавий Ардавур
Флавий Ардавур (Ардавур Старший; греч. Φλάβιος Αρδαβούριος; лат. Flavius Ardaburius) — римский полководец и консул; отец Аспара; основатель знатного византийского рода Аспариды.

## Биография

### Карьера и происхождение
Ардавур происходил из племени аланов или готов. Он был назначен магистром придворных войск при Гонории, а в 421—423 годах командовал походами против империи Сасанидов. Ардавур привел римские войска из Армении и победил персов Нарсеса под Суреной, но эта битва не принесла ощутимого успеха. Позже Ардавур отбросил персов в Месопотамию и осадил Нисибис. Нарсес просил перемирия, но Ардавур отказал ему в этом. Полученные подкрепления римский полководец бросил на сасанидскую Месопотамию. Персидский царь Бахрам V сам возглавил персидскую армию, боясь, что Ардавур захватит Нисибис. Достигнув города, Бахрам был смущен внезапным бегством своих союзников арабов, но численное превосходство испугало Ардавура и он прекратил осаду.
Двигаясь в направлении Резены, где были остановлен Прокопий и Ареобинд, Ардавур победил армию Сасанидов. Бахрам решил просить мира, но прежде он решил попытался хитростью победить римлян, приказывая своим телохранителям напасть на римский лагерь врасплох. Однако Ардавуру стало известно о предстоящем нападении, и он отбросил персов. В 423 году после двух лет войны Ардавур отправился в Константинополь, где ему был устроен триумф.

### Кампания против узурпатора Иоанна
15 августа 423 года умер император Западной Римской империи Гонорий. Власть после кончины императора захватил Иоанн, primicerius notariorum (глава императорской канцелярии) равеннского двора. Законным наследником престола являлся Валентиниан, сын Констанция III и Галлы Плацидии. Однако незадолго до смерти Гонорий поссорился с сестрой; Галла Плацидия с детьми отправилась в Константинополь к своему племяннику Феодосию II, и в момент смерти императора её не было в Равенне. Император Феодосий не признал власти узурпатора, возобновил за Галлой Плацидией титул августы и возвел Валентиниана в цезари. Союз империй был скреплён помолвкой двух детей — Валентиниана и Лицинии Евдоксии, дочери Феодосия II.
Командующим армией и флотом, которые должны были восстановить законного наследника на престоле, был назначен Ардавур; в будущем походе его должны были сопровождать Аспар и Кандидиан. Флот столкнулся с бурей, и только двум судам удалось добраться до Равенны. На одном из них был Ардавур, который был взят в плен. Несмотря на положение пленника, Ардавур пользовался определённой свободой действий. Опираясь на свою лояльность по отношению к императору Гонорию, предшественника Иоанна, он убедил солдат перейти на свою сторону. Когда войска Аспара прибыли в Равенну, солдаты Иоанна тоже перешли на его сторону, и узурпатор был разбит. В 427 году Ардавур стал консулом с Флавием Гиерием. После этого года о нём ничего неизвестно.